# Manuel Ángel Antón Renard
Manuel Ángel Antón Renard (Santillana del Mar, Santander, 21 de noviembre de 1966) es un ex ciclista profesional español.

## Biografía
Sus inicios en el mundo del ciclismo tuvieron lugar en las categorías inferiores de la S.D Torrelavega. Comenzó a destacar sobre todo en la categoría juvenil donde ganó carreras,entre ellas el Campeonato de Cantabria de 1984.
En amateurs corrió en las filas del Austral-Galli-Conti en 1985 y 1986,obteniendo varios triunfos y puestos de mérito. En 1987 fichó por el equipo filial de Teka,uno de los más poderosos equipos amateurs españoles, allí estuvo dos temporadas obteniendo victorias importantes, por ejemplo en carreras en Cantabria, Galicia, Castellón, Asturias e incluso en la Vuelta a Chile.
En 1989 dio el salto al profesionalismo con el Teka, haciendo algunas carreras buenas pero siempre estando supeditado a los jefes de filas del equipo, realizando labores de gregario.
En 1990 continuó en el Teka, cada vez con menos oportunidades y con problemas físicos. Además, el equipo Teka desapareció al final de la temporada.
Fue fichado por el nuevo equipo Artiach para la temporada 1991, gozando al fin de oportunidades y de un calendario de carreras más amplio. Disputó a buen nivel algunas carreras como la Vuelta al País Vasco. En abril compitió en la Vuelta a España, en la que se le pudo ver en una importante fuga camino de Santander junto a su paisano Enrique Aja, pero una vez más tuvo que sacrificarse y trabajar para su compañero Américo Silva y no pudo disputar el final de etapa.
Al final, una lesión de espalda (hernia discal) que llevaba arrastrando desde hacía algún tiempo, precipitó el final de la temporada 1991 y forzó su retirada del ciclismo profesional, ya que a pesar de someterse a una intervención quirúrgica para solucionar la lesión, el resultado de la misma no fue bueno. Tuvo que retirarse con tan solo 25 años recién cumplidos.
Actualmente continua ligado al ciclismo, colaborando con las categorías inferiores del C.C Besaya y también ha dirigido al equipo cántabro Helios.

## Equipos
- Teka (1989-1990)
- Artiach-Fruco (1991)